# Jamagucsi Kei
Jamagucsi Kei (Kiotó, 1983. június 11. –) japán válogatott labdarúgó.

## Nemzeti válogatott
A japán U20-as válogatott tagjaként részt vett a 2003-as ifjúsági labdarúgó-világbajnokságon.